# Attica (Ohio)
Attica is een plaats (village) in de Amerikaanse staat Ohio, en valt bestuurlijk gezien onder Seneca County.

## Demografie
Bij de volkstelling in 2000 werd het aantal inwoners vastgesteld op 955.
In 2006 is het aantal inwoners door het United States Census Bureau geschat op 918, een daling van 37 (-3,9%).

## Geografie
Volgens het United States Census Bureau beslaat de plaats een oppervlakte van
1,4 km², geheel bestaande uit land. Attica ligt op ongeveer 282 m boven zeeniveau.

## Plaatsen in de nabije omgeving
De onderstaande figuur toont nabijgelegen plaatsen in een straal van 16 km rond Attica.